# 新特急郵便
新特急郵便（しんとっきゅうゆうびん）は、郵便の特殊取扱いの一つで、郵便物を当日中に配達するサービスである。2023年4月1日をもってサービスを終了した。

## 解説
おおむね午前中に差し出された郵便物を、当日の17時頃までに配達する。
対象
- 定形郵便物または定形外郵便物
- 大きさは長さ60cm以内で長さ・幅・厚さの合計が90cm以内
- 重量は4kg以下
- 書留とすることができる。

取扱地域
下記の各取扱地域内
- 札幌市内（南区の一部を除く。）
- 東京都区内
- 名古屋市内
- 大阪市内
- 福岡市内（島しょ部を除く。引受けは中央区及び博多区に限る。）

差出時間は、郵便局の窓口等で異なるので注意が必要である。日曜日、祝日および1月2日・3日は取り扱わない。
料金
2019年（令和元年）10月以降、834円
利用には事前の登録と継続した利用が必要。

## 廃止サービス
次のサービスは、郵便事業の日本郵政公社への移行に際し、不採算事業見直しの一環として廃止された。

### 地域相互間サービス
航空機や新幹線を利用し取扱地域相互間を結ぶサービス。
民間のハンドキャリー便に相当するが、受付時間帯が限られるなど利用が伸びず2001年度（平成13年度）には5800万円の赤字を計上していた。

### 新超特急郵便
電話で集荷申込みを受け付け、バイクを使って集荷し、3時間以内に配達を行うサービス。
民間のバイク便に相当するが、それらより利便性に劣ることから利用が低迷し、2001年度（平成13年度）には3億8100万円の赤字を計上していた。

## 沿革
- 1985年（昭和60年）- 7月から東京23区、10月から大阪市で試行開始[2]
- 1986年（昭和61年）- 11月から大阪市隣接の11市で開始[3]
- 1987年（昭和62年）- 10月から名古屋市で開始[3]
- 1989年（平成元年）- 6月から福岡市及び札幌市で開始[4]
- 1997年（平成9年）- 8月から地域相互間サービスおよび新超特急郵便を開始[5]
- 2003年（平成15年）- 3月限りで地域相互間サービスおよび新超特急郵便を廃止
- 2023年（令和5年） - 3月限りで新特急郵便のサービスを終了[6]